# Scyphostegiaceae
Famille
Classification APG II (2003)
Classification APG III (2009)
Les Scyphostegiaceae (les Scyphostégiacées) sont une petite famille de plantes à fleurs dicotylédones qui ne comprend qu'une seule espèce : Scyphostegia borneensis Stapf.
C'est un petit arbre aux feuilles simples, alternes et dentées, originaire de Bornéo.
La classification APG (1998) accepte cette famille et la situe dans l'ordre Malpighiales. La classification phylogénétique APG II (2003), la classification phylogénétique APG III (2009) et le Angiosperm Phylogeny Website [5 décembre 2007] ne l'acceptent pas et situent cette espèce dans la famille des Salicacées. Selon le ToLweb [5 décembre 2007] cette espèce mérite une position spéciale, peut-être une famille.